# Canton de Fresnes
Le canton de Fresnes est une ancienne division administrative française située dans le département du Val-de-Marne et la région Île-de-France.

## Administration
| Période | Période          | Identité                    | Étiquette           | Qualité |
| ------- | ---------------- | --------------------------- | ------------------- | --- |
| 1976    | 1988             | André Villette (1917-1992)  | DVG puis PS         | Employé puis éditeur Maire de Fresnes (1971-1985) |
| 1988    | 2001             | Gabriel Bourdin (1926-2006) | PS                  | Responsable de publication Maire de Fresnes (1985-2001) |
| 2001    | 2012 (démission) | Jean-Jacques Bridey         | PS                  | Cadre supérieur du secteur privé Maire de Fresnes (2001-2017) Vice-Président du Conseil Général Suppléant du député Patrick Sève (1997-2002) Député (2012-2017) |
| 2012    | 2015             | Brigitte Gautier-Tironneau  | PS (exclue en 2015) | Conseillère municipale de Fresnes |

## Composition
| Communes | Population (2012) | Code postal | Code Insee |
| -------- | ----------------- | ----------- | ---------- |
| Fresnes  | 25 213            | 94 260      | 94 034     |

## Démographie
| 1962   | 1968   | 1975   | 1982   | 1990   | 1999   | 2009 |
| ------ | ------ | ------ | ------ | ------ | ------ | ---- |
| 21 527 | 26 847 | 28 539 | 25 902 | 26 959 | 25 213 | -    |